# Ectyoplasia
Ectyoplasia is een geslacht van sponsdieren uit de klasse van de Demospongiae (gewone sponzen).

## Soorten
- Ectyoplasia ferox (Duchassaing & Michelotti, 1864)
- Ectyoplasia frondosa (Lendenfeld, 1887)
- Ectyoplasia tabula (Lamarck, 1814)
- Ectyoplasia vannus Hooper, 1991